# Orfov instrumentarijum
Orfov instrumentarijum je pažljivo odabran skup klasičnih i narodnih instrumenata prilagođenih dečijem izvođenju. Naziv je dobio po nemačkom kompozitoru i pedagogu XX veka, Karlu Orfu, i predstavlja odgovor na potrebe grupnog muziciranja na raznovrsnim instrumentima dece školskog uzrasta. Njegova primena je preporučljiva od III razreda osnovne škole. Podela instrumenata u okviru Orfovog instrumentarijuma se vrši prema zvučnosti, odnosno na instrumente sa određenom i neodređenom visinom tona. 

## Instrumenti sa određenom visinom tona
Instrumenti koji spadaju u ovu grupu su oni koji poseduju više različitih visina zvuka, čime mogu biti nosioci melodije, te se takođe  nazivaju i melodijskim. Ovu grupaciju čine: 
- Metalofoni
- Ksilofoni
- Zvončići
- Blok flaute

## Instrumenti sa neodređenom visinom tona
Instrumenti iz ove grupe imaju samo jednu visinu tona a različitim udarima se utiče samo na dinamiku. Zbog svojih karakteristika, njihova glavna uloga jeste održavanje ili različito deljenje ritma, te se nazivaju i ritmičkim instrumentima. Najčešći instrumenti ove grupe su: 
- Kastanjete, koje su radi lakšeg korišćenja kao i kapaciteta dečije šake pričvršćene za dršku,
- Činele
- Doboš
- Daire
- Štapići
- Triangl
- Marakas